# María del Carmen Maroto Vela
María del Carmen Maroto Vela (Madrid, 21 de julio de 1938) es una médica española, especializada en el campo de la microbiología. Es conocida por sus investigaciones en microbiología y parasitología, en especial sobre virus de transmisión hemática.
Recibió la medalla de plata de la Universidad de Granada en el año 2000 y fue nombrada mujer de Europa también en el año 2000.

## Biografía
Nació en Madrid en el año 1938. Estudió sus primeros años en un colegio de monjas. Se licenció en medicina y cirugía por la Universidad Complutense donde tuvo dos hijos. Más adelante, fue profesora colaboradora de esta misma universidad.
Hace más de treinta años que reside en Granada con su familia donde, en 1973, fue nombrada profesora adjunta de microbiología y parasitología en la Universidad de Granada, de cuya facultad de medicina fue vicedecana y jefa de estudios. Entre 1980 y 1983 fue profesora agregada numeraria de esta misma universidad donde, en 1983, realizó la cátedra en su especialidad. Dirige los proyectos de investigación del comité de ensayos clínicos del hospital de Granada y es también directora de becas del FISS y de la junta de Andalucía.
Ha investigado sobre hepatitis A y B, interacciones virales, replicación y transmisión del virus de la hepatitis B y C, cuantificación de la carga viral, aplicación de las técnicas de biología molecular en diferentes virus y estudios de resistencia a antirretrovirus mediante métodos de secuenciación. En la actualidad trabaja en proyectos de investigación sobre coinfección, S.I.D.A., hepatitis C y sobre la respuesta inmune e inmunología y biotecnología de los virus de transmisión hemática.
Miembro de número de la Real Academia Nacional de Medicina, fue nombrada presidenta en 2004 de la de Andalucía Oriental, siendo la primera mujer en ostentar este cargo en los 267 años de historia de la Academia. Es también jurado en el Premio Príncipe de Asturias de Investigación Científica y Técnica.

## Obras
- María del Carmen Maroto Vela, Gonzalo Piédrola Angulo (1999). El bien y el mal en el hombre y en los microorganismos. Real Academia Nacional de Medicina.

## Premios y reconocimientos
- Fue elegida médico del año en 1998.
- Fue nombrada Mujer de Europa en el año 2000.
- Obtuvo la medalla de plata otorgada por la Universidad de Granada en el año 2000